# Chironomus improvisus
Chironomus improvisus är en tvåvingeart som beskrevs av Shobanov 2004. Chironomus improvisus ingår i släktet Chironomus och familjen fjädermyggor. Inga underarter finns listade i Catalogue of Life.